# Pohár ČMFS 2004-2005
La Coppa della Repubblica Ceca 2004-2005 di calcio (in ceco Pohár ČMFS) è stata la 12ª edizione del torneo. La competizione è iniziata il 25 luglio 2004 ed è terminata il 31 maggio 2005. Il Baník Ostrava ha vinto il trofeo per la prima volta.

## Formula del torneo
| Turno             | Numero di incontri | Squadre   | Entrano a questo turno                                                 |
| ----------------- | ------------------ | --------- | ---------------------------------------------------------------------- |
| Turno preliminare | 13                 | 125 → 112 | 4º e 5º livello del calcio ceco                                        |
| Primo turno       | 48                 | 112 → 64  | Druhá liga Česká fotbalová liga Moravskoslezská fotbalová liga 4. liga |
| Secondo turno     | 32                 | 64 → 32   | Gambrinus liga                                                         |
| Terzo turno       | 16                 | 32 → 16   | -                                                                      |
| Ottavi di finale  | 8 + 8              | 16 → 8    | –                                                                      |
| Quarti di finale  | 4 + 4              | 8 → 4     | –                                                                      |
| Semifinali        | 2 + 2              | 4 → 2     | –                                                                      |
| Finale            | 1                  | 2 → 1     | –                                                                      |

## Turno preliminare
Le partite del turno preliminare sono state giocate il 25 luglio 2004.
| Squadra 1          | Risultato           | Squadra 2          |
| ------------------ | ------------------- | ------------------ |
| Zličín             | 2 – 0               | Králův Dvůr        |
| Kácov              | 2 – 3               | Benešov            |
| Hrdějovice         | 0 – 3               | Třeboň             |
| Sokol Teplá        | 0 – 7               | Vejprnice          |
| SIAD Souš          | 1 – 1 (8 – 9 dtr)   | Rakovník           |
| Skuteč             | 1 – 2               | Chočen             |
| Trutnov            | 2 – 2 (5 - 6 dtr)   | Týniště nad Orlicí |
| TJ Valy            | 0 – 6               | Loko Pardubice     |
| SK Skalice         | 0 – 0 (4 - 5 dtr)   | Český Dub          |
| Velká nad Veličkou | 3 – 1               | Kyjov              |
| Provodov           | 0 – 2               | Slavičín           |
| Vidnava            | 1 – 1 (11 - 10 dtr) | Mikulovice         |
| Stěbořice          | 0 – 3               | Jakubkoviče        |

## Primo turno
Le partite del primo turno sono state giocate il 31 luglio 2004.
| Squadra 1                | Risultato         | Squadra 2             |
| ------------------------ | ----------------- | --------------------- |
| Zličín                   | 0 – 2             | Sparta Krč            |
| Motorlet Praga           | 1 – 2             | Kladno                |
| Lokomotiva Praga-Vltavín | 2 – 2 (4 - 5 dtr) | Kolín                 |
| Hořovice                 | 0 – 6             | Viktoria Žižkov       |
| Benešov                  | 1 – 1 (4 - 5 dtr) | Sezimovo Ústí         |
| Vyšehrad                 | 1 – 3             | Xaverov               |
| Dobrovice                | 1 – 1 (5 - 4 dtr) | Střížkov              |
| Čelákovice               | 0 – 0 (4 - 5 dtr) | Břevnov               |
| Český Brod               | 2 – 1             | Bohemians Praga       |
| Třeboň                   | 1 – 1 (3 - 1 dtr) | Strakonice            |
| Tábor                    | 1 – 4             | Prachatice            |
| Chatovice                | 0 – 7             | Klatovy               |
| Doubravka                | 0 – 4             | Karlovy Vary          |
| Vejprnice                | 4 – 0             | Trstěnice             |
| Rakovník                 | 0 – 3             | Viktoria Plzeň        |
| Neštěmice                | 2 – 1             | Chomutov              |
| Roudnice nad Labem       | 0 - 4             | SIAD Most             |
| Litvínov                 | 1 – 2             | Varnsdorf             |
| Český Dub                | 1 – 0             | Semily                |
| Arsenal Česká Lípa       | 1 – 6             | Nový Bor              |
| Týniště nad Orlicí       | 3 – 5             | Náchod-Deštné         |
| Dvůr Králové             | 1 – 1 (4 - 2 dtr) | Velim                 |
| Loko Pardubice           | 2 – 3             | Ovčáry                |
| Ústí nad Orlicí          | 1 – 3             | Pardubice             |
| Chrudim                  | 2 – 4             | Hradec Králové        |
| Choceň                   | 0 – 2             | OEZ Letohrad          |
| Velké Meziříčí           | 5 – 1             | Žďas Žďár nad Sázavou |
| Ždírec nad Doubravou     | 0 – 5             | Vysočina Jihlava      |
| Hrušovany nad Jevišovkou | 1 – 0             | Znojmo                |
| Třebíč                   | 0 – 2             | Bystrc-Kníničky       |
| Vyškov                   | 1 – 3             | Brno Kohoutovice      |
| Velká nad Veličkou       | 2 – 4             | Kunovice              |
| Slavičín                 | 3 – 0             | Hanácká               |
| Rousinov                 | 1 – 2             | Mutěnice              |
| Breclav                  | 0 - 0 (1 – 4 dtr) | Poštorná              |
| Velké Karlovice          | 0 – 2             | 1. Valašský FC        |
| Bystřice pod Hostýnem    | 2 – 1             | Vítkovice             |
| Horka nad Moravou        | 2 – 1             | Prostějov             |
| Králová                  | 0 – 6             | 1. HFK Olomouc        |
| Velké Losiny             | 1 – 5             | Uničov                |
| Zábřeh                   | 2 – 0             | Lipová                |
| Lipník                   | 2 – 3             | Hranice               |
| Vidnava                  | 1 – 6             | Město Albrechtice     |
| Jakubčovice              | 1 - 3             | Dolní Benešov         |
| Karviná                  | 3 – 3 (5 - 4 dtr) | Baník Albrechtice     |
| Český Těšín              | 3 – 0             | Frýdek-Místek         |
| Dětmarovice              | 1 – 0             | Fotbal Třinec         |
| Orlová                   | 1 – 3             | Hlučín                |

## Secondo turno
Le partite del secondo turno sono giocate il 22 settembre 2004.
| Squadra 1          | Risultato         | Squadra 2             |
| ------------------ | ----------------- | --------------------- |
| Karviná            | 0 – 4             | Baník Ostrava         |
| Dětmarovice        | 1 – 1 (4 - 2 dtr) | Bystřice pod Hostýnem |
| Brno Kohoutovice   | 0 – 4             | Drnovice              |
| Horka n. Moravou   | 1 – 3             | Uničov                |
| 1. Valašský FC     | 1 – 6             | Slovácko              |
| Mutěnice           | 1 – 1 (5 - 4 dtr) | Poštorná              |
| Dolní Benešov      | 0 – 6             | Opava                 |
| Město Albrechtice  | 0 – 3             | Hlučín                |
| Český Dub          | 0 – 2             | Jablonec              |
| Sparta Krč         | 0 – 0 (5 - 4 dtr) | Viktoria Žižkov       |
| Třeboň             | 1 – 4             | Dyn. Č. Budějovice    |
| Sezimovo Ústí      | 0 – 2             | Prachatice            |
| Viktoria Plzeň     | 1 – 0             | Chmel Blšany          |
| Vejprnice          | 1 – 2             | Karlovy Vary          |
| Hranice            | 0 – 0 (4 – 3 dtr) | Sigma Olomouc         |
| Zábřeh             | 0 – 2             | 1. HFK Olomouc        |
| Bystrc-Kníničky    | 0 – 3             | Slavia Praga          |
| Velké Meziříčí     | 1 – 6             | Vysočina Jihlava      |
| Hrušovany          | 1 – 4             | Zbrojovka Brno        |
| Slavičín           | 2 - 2 (6 - 5 dtr) | Kunovice              |
| Český Těšín        | 1 – 4             | Tescoma Zlín          |
| Letohrad           | 0 – 2             | Hradec Králové        |
| Xaverov            | 1 – 4             | Teplice               |
| Arsenal Česká Lípa | 1 – 4             | Náchod-Deštné         |
| Dvůr Králové       | 0 – 5             | Slovan Liberec        |
| Ovčáry             | 0 – 1             | Pardubice             |
| Klatovy            | 1 – 2             | Marila Příbram        |
| Kolín              | 1 – 1 (2 - 4 dtr) | Kladno                |
| Dobrovice          | 0 – 2             | Mladá Boleslav        |
| Český Brod         | 1 – 1 (3 - 4 dtr) | Břevnov               |
| Varnsdorf          | 1 – 2             | SIAD Most             |
| Neštěmice          | 1 – 2             | Sparta Praga          |

## Terzo turno
Le partite del terzo turno sono giocate il 6 ottobre 2004.
| Squadra 1        | Risultato         | Squadra 2          |
| ---------------- | ----------------- | ------------------ |
| Dětmarovice      | 1 – 2             | Baník Ostrava      |
| Uničov           | 2 – 1             | Drnovice           |
| Mutěnice         | 1 – 6             | Slovácko           |
| Hlučín           | 1 – 0             | Opava              |
| Sparta Krč       | 0 – 1             | Jablonec           |
| Prachatice       | 1 – 2             | Dyn. Č. Budějovice |
| Karlovy Vary     | 0 – 3             | Viktoria Plzeň     |
| 1. HFK Olomouc   | 0 – 0 (5 - 3 dtr) | Hranice            |
| Vysočina Jihlava | 0 – 2             | Slavia Praga       |
| Slavičín         | 0 – 0 (8 – 7 dtr) | Zbrojovka Brno     |
| Hradec Králové   | 0 – 2             | Tescoma Zlín       |
| Náchod-Deštné    | 1 – 1 (3 - 4 dtr) | Teplice            |
| Pardubice        | 0 – 3             | Slovan Liberec     |
| Kladno           | 1 - 1 (3 – 2 dtr) | Marila Příbram     |
| Břevnov          | 0 – 2             | Mladá Boleslav     |
| SIAD Most        | 1 – 1 (5 – 4 dtr) | Sparta Praga       |

## Ottavi di finale
Le partite degli ottavi di finale sono giocate il 27 ottobre 2004.
| Squadra 1          | Risultato         | Squadra 2      |
| ------------------ | ----------------- | -------------- |
| Uničov             | 0 – 1             | Baník Ostrava  |
| Hlučín             | 1 – 1 (1 - 4 dtr) | Slovácko       |
| Dyn. Č. Budějovice | 1 – 2             | Jablonec       |
| 1. HFK Olomouc     | 0 – 1             | Viktoria Plzeň |
| Slavičín           | 0 – 6             | Slavia Praga   |
| Tescoma Zlín       | 1 – 2             | Teplice        |
| Kladno             | 0 – 1             | Slovan Liberec |
| SIAD Most          | 1 – 0             | Mladá Boleslav |

## Quarti di finale
Le partite dei quarti di finale sono giocate tra il 20 e il 26 aprile 2005.
| Squadra 1      | Risultato         | Squadra 2    |
| -------------- | ----------------- | ------------ |
| Slovácko       | 0 - 0 (9 - 8 dtr) | Teplice      |
| Viktoria Plzeň | 1 – 1 (4 – 3 dtr) | SIAD Most    |
| Slovan Liberec | 4 – 1             | Jablonec     |
| Baník Ostrava  | 5 - 1             | Slavia Praga |

## Semifinali
Le partite delle semifinali si sono giocate l'11 e il 12 maggio 2005.
| Squadra 1      | Risultato         | Squadra 2     |
| -------------- | ----------------- | ------------- |
| Slovan Liberec | 2 – 2 (2 - 3 dtr) | Slovácko      |
| Viktoria Plzeň | 0 - 0 (0 - 3 dtr) | Baník Ostrava |

## Finale
| Arbitro: | Milan Šedivý |

|                             |           |              |
| Metelka 54’ Papadopulos 88’ | Marcatori | 90’ Dostálek |